# Хужир (Окинский район)
Хужи́р (бур. Хужар — «солонцы») — село в Окинском районе Бурятии. Административный центр сельского поселения «Бурунгольское».

## География
Расположено в межгорной котловине на левом берегу реки Оки в 50 км к северу от районного центра — села Орлик.

## Население
| 2002 | 2010 |
| ---- | ---- |
| 418  | ↗625 |